# Узунджа (пещера)
Узунджа (укр. Узунджа, крымскотат. Uzunca, Узунджа) — карстовая пещера в границах Ай-Петринской яйлы.

## География
Узунджа расположена в Горно-Крымской карстовой области, в границах Ай-Петринской яйлы. Образовалась в верхнеюрских известняках. Длина — 1500 м. Вход в пещеру расположен на левом склоне Узунджинского ущелья, в 3 м выше карстового источника Суук-Су.
Представляет из себя систему узких (0,3-0,5 м) трещинных ходов, соединённых между собой сифонными каналами. Имеет несколько обводнённых участков, где уровень воды подымается на 1,5-2,5 м. В пещере есть различные водно-механические и натёкшие образования. 

## Исследования
Ближняя часть (35 м) известна с начала 20 века. Исследовали пещеру севастопольские спелеологи в 1963 году и Комплексная карстовая экспедиция Академии наук Украины.